# Графство Сицилия
Графство Сицилия (итал. Contea di Sicilia), также Графство Сицилия и Калабрия — норманнское государство, располагавшееся на островах Мальта и Сицилия в период с 1071 по 1130 годы. Графство образовалось на месте Сицилийского эмирата (существовавшего с 965 года) в ходе норманнского вторжения на Сицилию (1060—1091). 
Графство Сицилия было создано Робертом Гвискаром в 1071 году для своего младшего брата Рожера Боссе. В июне 1059 года папа римский Николай II даровал Роберту Гвискару титул герцога Апулии, Калабрии и Сицилии за его победу над мусульманами. В 1061 году он лично возглавил поход на Сицилию, в ходе которого была завоевана Мессина. В 1071 году, после захвата столицы эмирата Палермо, Гвискар объявил его столицей нового графства. Своего брата Рожера он наделил титулом графа Сицилийского и полной юрисдикцией на острове (за исключением половин Мессины, Палермо и долины Демоны, которые оставил за собой). Рожеру также предназначались земли, которые ещё только предстояло отвоевать у арабов. Завоевание острова завершилось только в феврале 1091 года, когда пал Ното. В том же году началось и завоевание Мальты, которое завершилось в 1127 году с упразднением арабской администрации острова.
Роберт Гвискар поставил Рожера в двусмысленное положение относительно своих наследников в Апулии и Калабрии. Во время правления Рожера II Сицилийского и Вильгельма II Апулийского (которые приходились друг другу кузенами) между Сицилией и Апулией-Калабрией разгорелся конфликт. Благодаря поддержке папы Каликста II в обмен на помощь в подавлении восстания под руководством Джодана Ариани (1121 год) бездетный Вильгельм сделал своим наследником Рожера Сицилийского. Когда в 1127 году Вильгельм умер, Рожер унаследовал материковое герцогство Апулия и Калабрия, а три года спустя, в 1130 году, с одобрения папы Анаклета II преобразовал графство в королевство Сицилия.